# Monomyces
Genre
Monomyces est un genre de coraux durs de la famille des Flabellidae.

## Liste d'espèces
Le genre Monomyces comprend les espèces suivantes :
| Selon ITIS (8 décembre 2015) : - Monomyces levidensis Gardiner, 1899 - Monomyces pygmaea Risso, 1826 - Monomyces radiatus Dennant, 1904 - Monomyces rubrum Quoy & Gaimard, 1833 | Selon World Register of Marine Species (8 décembre 2015) : - Monomyces pygmaea Risso, 1826 - Monomyces rubrum Quoy & Gaimard, 1833 |